# Martina Šalek
Martina Šalek est une joueuse de football croate née le 8 octobre 1994. Elle évolue au poste de milieu de terrain au ŽNK Osijek ainsi qu'en Équipe de Croatie.